# Anglicanisme évangélique

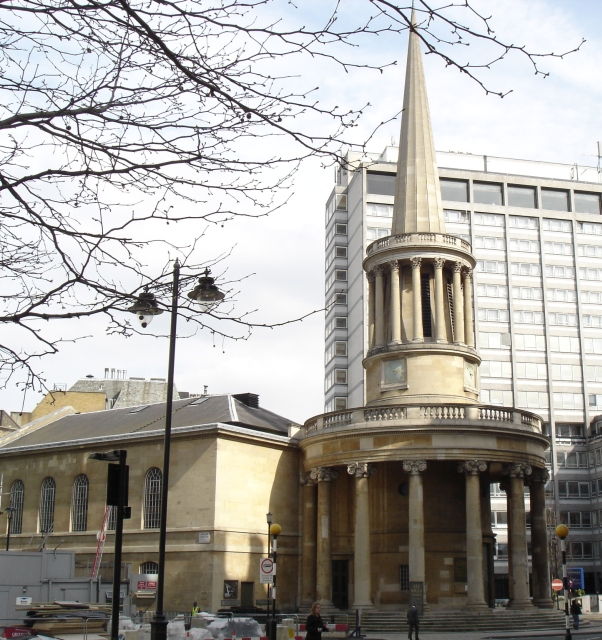
L'église All Souls, sur Langham Place, à Londres, est une congrégation évangélique de l'Église d'Angleterre.

L'anglicanisme évangélique ou épiscopalianisme évangélique est un parti ecclésiastique au sein de l'anglicanisme remontant au Great Awakening américain et au réveil évangélique en Grande-Bretagne au XVIIIe siècle, qui partage certaines caractéristiques de l'évangélisme au sens large. On retrouve en particulier chez les anglicans évangéliques les notions de "conversionnisme, activisme, biblicisme et crucicentrisme" identifiés par l'historien David W. Bebbington (en) comme caractérisant l'identité évangélique. Au XXe siècle, les figures de proue ont été John Stott et J. I. Packer (en).
Contrairement au partisans de la high church, les évangéliques mettent l'accent sur l'expérience religieuse plutôt que sur les formes liturgiques. En conséquence, les évangéliques sont souvent décrits comme étant low church, mais ces termes ne sont pas toujours interchangeables car low church peut aussi décrire des individus ou des groupes qui ne sont pas évangéliques.

## Théologie
Contrairement aux anglo-catholiques, les anglicans évangéliques insistent sur la nature réformée et protestante de l'anglicanisme.
Selon J. I. Packer, les évangéliques mettent l'accent sur l'autorité de la Bible, la majesté de Jésus-Christ, la seigneurie du Saint-Esprit, la nécessité de la conversion (instantanée ou graduelle) et une nouvelle naissance, la priorité de l'évangélisation et l'importance de la fellowship. Les anglicans évangéliques ont été des critiques particulièrement féroces du ritualisme et du sacerdotalisme.
En ce qui concerne le baptême, les anglicans évangéliques considèrent qu'il fait « partie d'un processus de régénération, une étape avant la "renaissance" ultérieure », une théologie en ligne avec la théologie de l'alliance dans laquelle le baptême scelle ou promet les bénédictions de la Nouvelle Alliance au chrétien individuel. 
Les anglicans évangéliques ont une conception réformée de la Sainte-Cène, à savoir que le Le Christ est spirituellement présent dans l'Eucharistie, plutôt que physiquement,.

## Personnalités
- William Wilberforce (1759 – 1833), artisan de l'abolition du commerce des esclaves dans l'Empire britannique
- Anthony Ashley-Cooper (7e comte de Shaftesbury) (1801 – 1885), dit "Lord Shaftesbury", philanthrope et personnalité politique
- Louisa Daniell (1809-1871), philanthrope, fondatrice à Aldershot d'une œuvre au profit des soldats et de leur famille

## Sources
- (en) Cet article est partiellement ou en totalité issu de l’article de Wikipédia en anglais intitulé « Evangelical Anglicanism » (voir la liste des auteurs).